# Bulgarien i olympiska vinterspelen 2018
Bulgarien deltog i de olympiska vinterspelen 2018 i Pyeongchang, Sydkorea, med en trupp på 21 atleter (tolv män, nio kvinnor) fördelat på sex sporter.
Vid invigningsceremonin bars Bulgariens flagga av Radoslav Yankov.